# Koninklijke Roeivereniging Club Gent

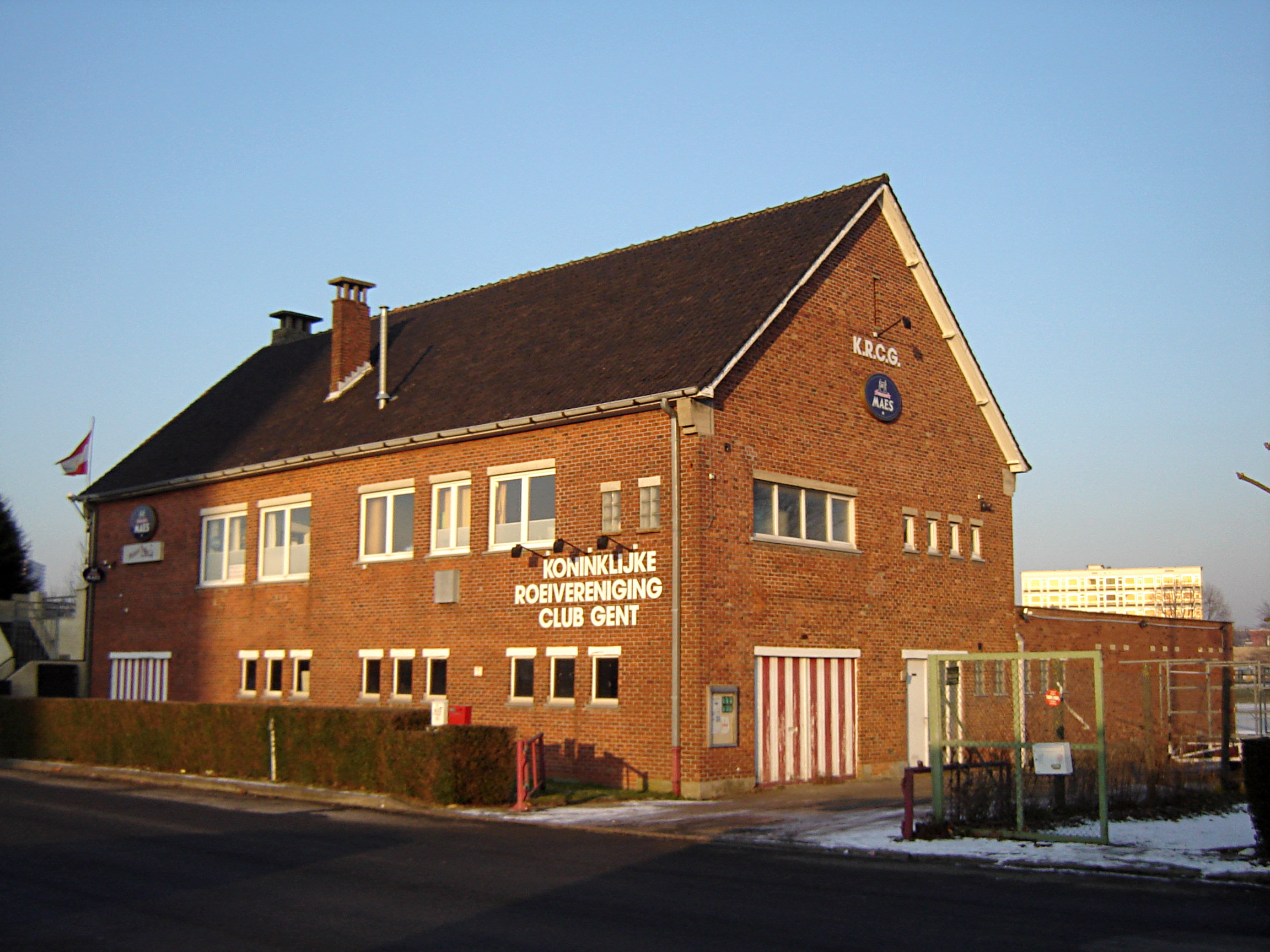
Gebouw KRC Gent

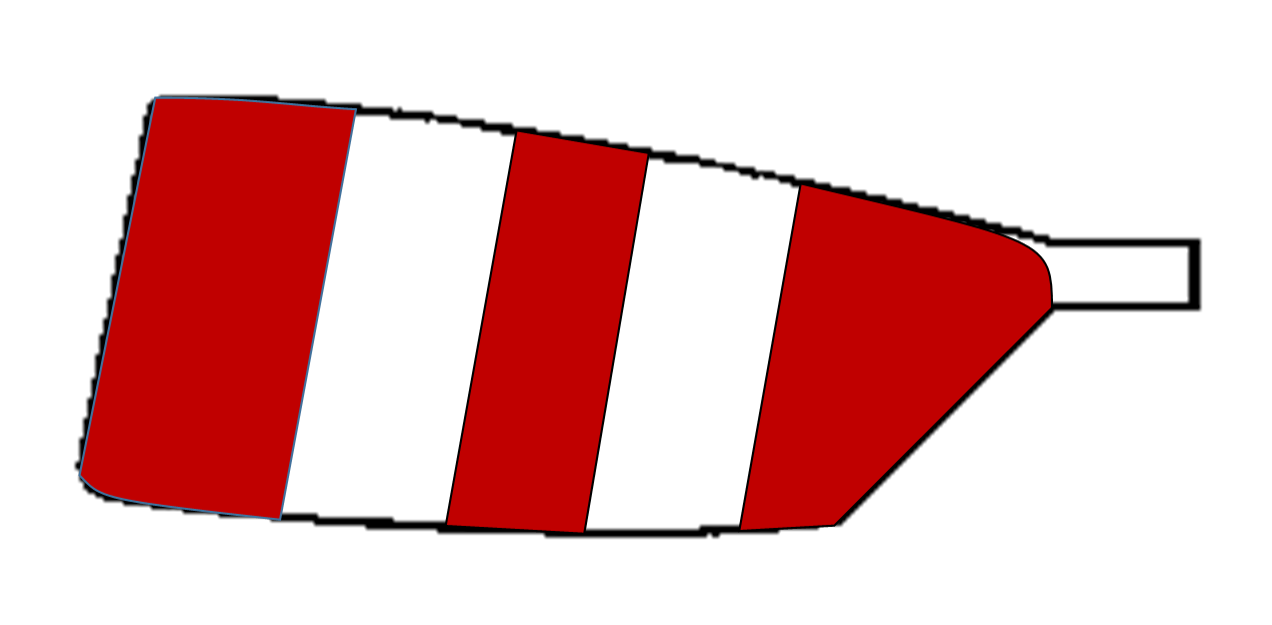
Roeibladmotief KRCG

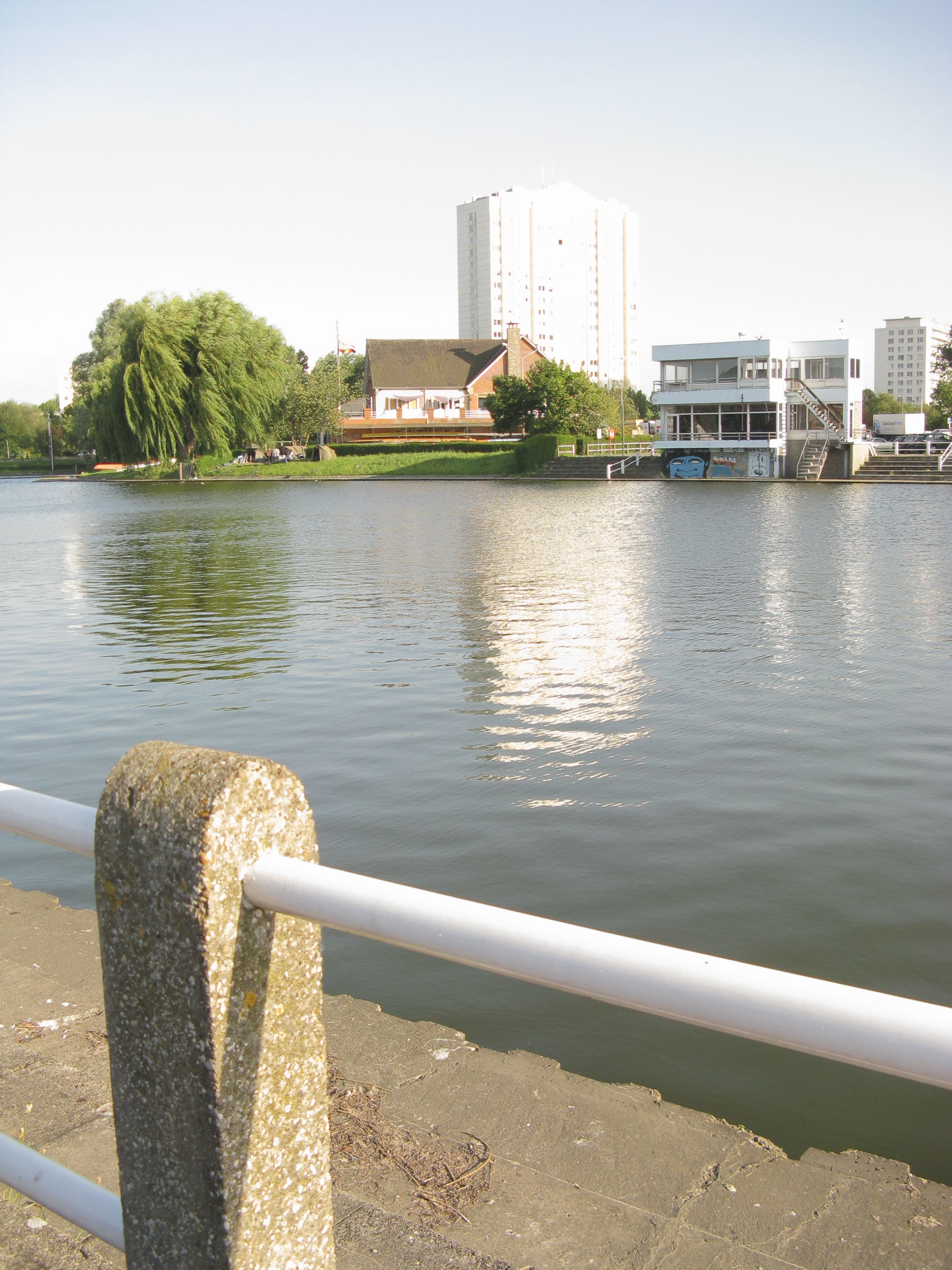
Clubhuis aan de aankomstzone van de Watersportbaan

K.R. Club Gent is een roeivereniging in de Belgische stad Gent. De vereniging is gevestigd aan de Yachtdreef 2, met aanlegsteiger bij de zwaaikom aan de voet van de Gentse Watersportbaan. Het roeibladmotief is dwarsgestreept kersrood-wit-kersrood-wit-kersrood.

## Geschiedenis
KRCG werd gesticht in 1871. Van oorsprong heette de vereniging Club nautique de Gand. Ze is stichtend lid van de Koninklijke Belgische Roeibond, die op zijn beurt stichtend lid is van de FISA.
In de jaren 1897 en 1898 behaalde Joseph Deleplanque in skiff beide keren de gouden medaille en werd daarna op de acht met stuurman ook nog tweemaal Europees kampioen.
Roeiers van Club Gent behaalden in acht met stuurman en in skiff drie Olympische zilveren medailles op drie Olympische Zomerspelen van 1900 tot 1912 en vijf keer een gouden medaille in een mix of met geleende roeiers en coaches op de Henley Royal Regatta van 1906 tot 2001. Op de OS behaalde ze ook goud in de (toenmalige) ervaringscategorie 'junioren' in Parijs 1900.
Vanwege hun eerste drie overwinningen te Henley-on-Thames (1906-1908) kreeg de kade waaraan hun clubhuis toen was gevestigd de naam  Henleykaai.

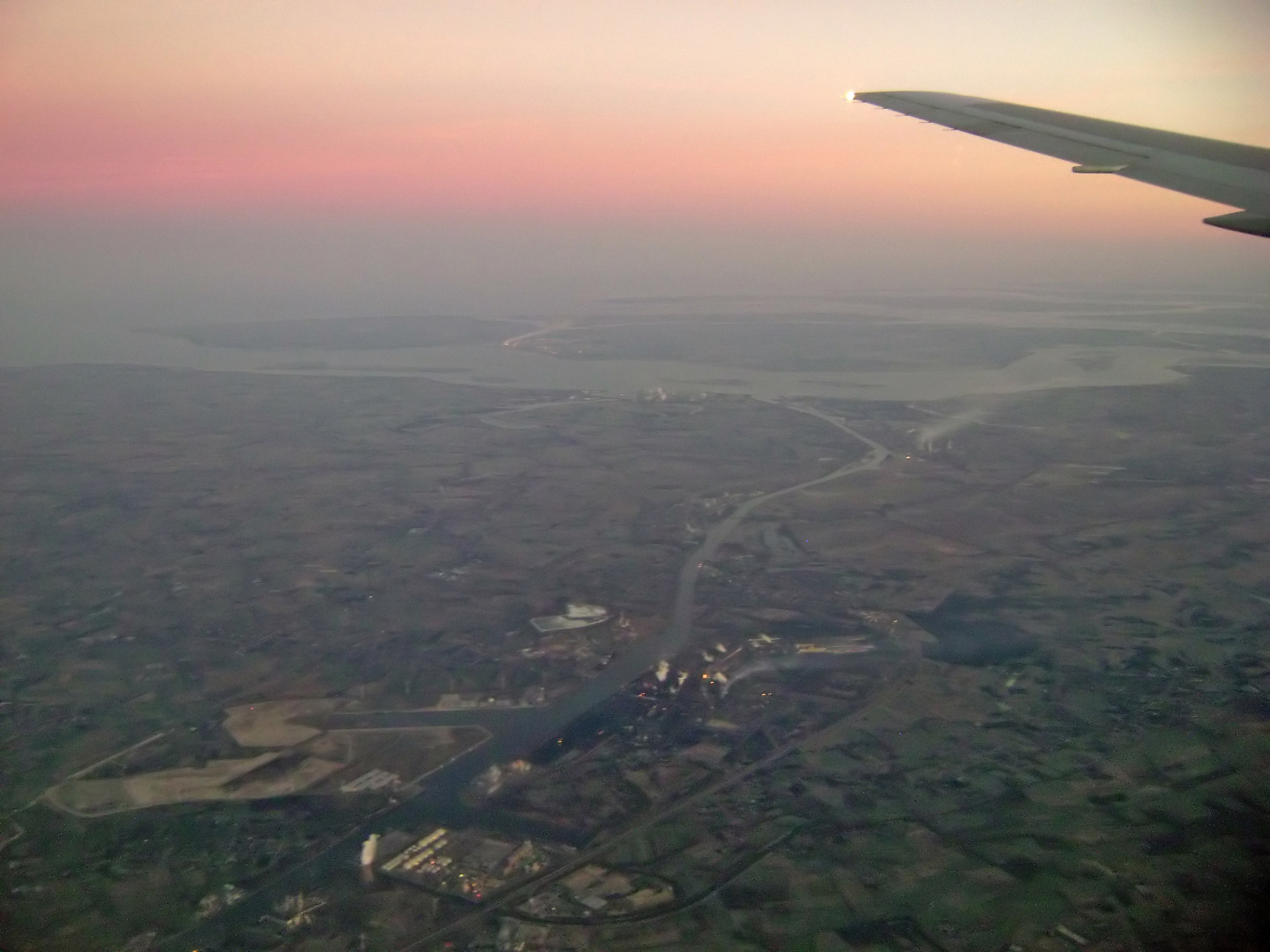
Kanaal Gent-Terneuzen

Club Gent was ooit medegrondlegger en organisator van de Regatta van Terdonk, op het Kanaal van Gent naar Terneuzen. Dit was de in het Verenigd Koninkrijk bekende "May Regatta", een benaming die later door de vrienden van KR Sport Gent en het voorzittersgeslacht Rombaut en hun team op de huidige Watersportbaan en iets eerder op de kalender nieuw leven werd ingeblazen. De Internationale Regatta KRCG is vandaag een kleine nationale testregatta als voorbereiding op het Nationaal Kampioenschap lange boten in Hazewinkel.

### Olympische Zomerspelen
Tijdens het Roeien op de Olympische Zomerspelen 1900 met de ploeg Jules De Bisschop, Prosper Bruggeman, Oscar Dessomville, Oscar De Cock, Maurice Hemelsoet, Marcel Van Crombrugge, Frank Odberg, Maurice Verdonck en Rodolphe Poma.
Tijdens het Roeien op de Olympische Zomerspelen 1908 met de ploeg: Oscar Taelman, Marcel Morimont, Rémy Orban, Georges Mijs, François Vergucht, Polydore Veirman, Oscar Dessomville, Rodolphe Poma en Alfred Van Landeghem (stuurman).
Polydore Veirman won zilver in de skiff tijdens het Roeien op de Olympische Zomerspelen 1912.

### Vijf keer goud op deHenley Royal Regatta
2 keer de Grand Challenge Cup in een mix met Koninklijke Roeivereniging Sport Gent de Diamond Challenge Sculls met de door Jacques Haller even geleende Bruggeling Wim Van Belleghem en de Thames Challenge Cup met de ex-GRS-roeier Karel Oosterlynck als coach. 
Op deze internationale klassieker won Club Gent in allerlei samenwerkingsverbanden en soms andere cosmetische ingrepen met Sport Gent dus 4 keer goud in acht en ook in het individueel topnummer, de skiff.

### Recent
De club behaalde tot 2002 acht opeenvolgende overwinningen op de nationale kampioenschappen in de categorie acht met stuurman heren open. Het traditionele boottype van The Boatrace (Oxford-Cambridge). Deze generatie domineerde van midden jaren negentig tot begin 21ste eeuw het boordroeien in België. Ze wonnen de Thames Challenge Cup met slagroeiers Thomas Plesters en Jan Pieter Buylaert en lieten zich op de Amsterdamse Heineken Roeivierkamp opmerken. In 2011 wist de roeivereniging na bijna tien jaar nog eens Belgisch eremetaal te behalen met Izaak Vandenbussche en Damien Van Durme en oudgedienden Wim De Rijnck (Henley) en Jonas Loof (nationaal goud junior skiff 1999). In 2022 werd een nieuw en uiterst jong team Belgisch kampioen in acht heren. Sinds 1998 worden in augustus twee roeisportkampen georganiseerd: voor vijftienjarigen en voor de jongeren vanaf acht jaar.
Tim Brys is een selfmade skiffeur van deze roeiclub, die in dubbeltwee lichtgewichten deelnam aan de Olympische spelen 2020  en met coach Dirk Crois bijna Brons behaalde in skiff op de Spelen van Parijs 2024. Hij liet zich ook opmerken in de Containercup.

## Studentenroeien
Deze kleine en oudste club werd in 2004 aangesproken om zijn oudste botenpark te benutten. Er waren al succesvolle periodes, zoals de jaren dertig en zestig van vorige eeuw. Tijdens de jaren dertig waren er bijvoorbeeld de wedstrijden in samenwerking met de studentenvereniging T.S.G. 't Zal Wel Gaan. Vanaf de jaren negentig kwam een eerste revival door een samenwerking met de dienst studentenvoorzieningen Sovoreg en Alumni van Hogeschool Gent. Vandaag is Studentenroeien Gent een studentenroeivereniging met de steun van de Vlaamse Roeiliga en Sport Vlaanderen bij de Koninklijke Roeivereniging Sport Gent aan de overzijde van de Watersportbaan.